# Toja (Tschaja)
Die Toja (russisch Тоя) ist ein etwa 76 km langer linker Nebenfluss der Tschaja in der russischen Oblast Tomsk in Westsibirien.
Sie entspringt etwa 40 km westnordwestlich von Podgornoje auf einer Höhe von etwa 100 m. Von dort fließt sie in überwiegend ostnordöstlicher Richtung durch das Westsibirische Tiefland. Von links trifft die Njarga auf die Toja. Die Toja mündet schließlich in die Tschaja, 90 km oberhalb deren Mündung in den Ob. Der Flusslauf liegt im Rajon Tschainski. Die Toja entwässert ein Areal von 772 km². 